# Bătălia României
Bătălia României din timpul celui de-al Doilea Război Mondial a constat în câteva operațiuni desfășurate în 1944, în România sau în regiuni din jur, ca parte a Frontului de Est, în cadrul cărora armata sovietică a învins forțele Axei (germane și române) din această regiune, România a schimbat tabăra, iar forțele sovietice și române i-au împins pe germani înapoi în Ungaria.
Trupele sovietice au pătruns pe teritoriul României în martie 1944, în cardul ofensivei Uman–Botoșani, și au capturat mai multe orașe din nordul Moldovei, inclusiv orașul Botoșani.
Potrivit istoricului David Glantz, Uniunea Sovietică a încercat să invadeze România în primăvara anului 1944, prin teritoriul Republicii Moldova de astăzi. Între 8 aprilie și 6 iunie, armata sovietică a lansat prima ofensivă Iași-Chișinău, numită astfel după două orașe mari din regiune, Iași și Chișinău. Au fost desfășurate o serie de operațiuni militare, cu obiectivul de a tăia liniile esențiale de apărare ale Axei, din nordul României, și astfel de a facilita înainterea Armatei Roșii în întreaga regiune balcanică. Forțele sovietice nu au reușit să străpungă apărarea forțelor germane și române din zonă. Potrivit lui Glantz, operațiunea de ofensivă a eșuat în principal din cauza slabei acțiuni a trupelor sovietice și a eficacității defensivei germane.

Operațiuni militare în România, 23–31 august 1944: roșu = Armata Roșie Sovietică; galben = trupe române; albastru = Forțe ale Axei, liniile frontului

Atacul principal al Bătăliei României – a doua ofensivă Iași–Chișinev, între 20 și 29 august – s-a încheiat cu o victorie sovietică. Armata a șasea germană a fost încercuită chiar de la primul atac sovietic și a fost distrusă pentru a doua oară (prima oară a fost în bătălia de la Stalingrad).
Pe 23 august, regele Mihai al României a dat o lovitură de stat împotriva premierului Ion Antonescu; noul guvern s-a predat Aliaților și a declarat război Germaniei. Istoricul român Florin Constantiniu susține că această acțiune a scurtat războiul pe frontul din Europa cu șase luni.
Frontul puterilor Axei s-a prăbușit. În nord, Armata a 8-a germană s-a retras în Ungaria cu pierderi grele. În alte regiuni, multe din forțele germane au fost izolate și capturate, de exemplu corpul de armată însărcinat cu securitatea și forțele antiaeriene detașate la Ploiești la zăcământul petrolier. Alte rămășițe ale forțelor germane au fugit cum au putut spre Ungaria, înfruntând forțele române și sovietice, care au năvălit în Munții Carpați. (Câteva trecători montane erau ocupate de trupele române.)
Victoria trupelor sovietice în România a făcut ca pe 26 august Bulgaria să se retragă din Axă, și a permis invadarea ei de către forțele sovietice, pe 8 septembrie.
Până la 24 septembrie, mare parte din România era sub controlul Aliaților.